# 竹帛湖
竹帛湖（越南语：／），越南河内市中心主要湖泊之一，位於巴亭郡域內。

## 歷史
竹帛湖原為西湖的一部分，1620年安阜、安光、竹安三村修築固禦堤（今青年路），乃將西湖與竹帛湖一分為二。湖處舊竹安村域，後黎朝權臣鄭杠又在此修築別院，作為避暑作樂的場所。後別院則建成行宮，令宮女在此以織綢為業。因所織之綢美觀耐用，故稱竹村綢。竹村綢漢字為「竹帛」，竹帛湖之名也因此而來。 